# (71) Niobe
(71) Niobe – planetoida z pasa głównego planetoid okrążająca Słońce w ciągu 4 lat i 209 dni w średniej odległości 2,75 j.a. Została odkryta 13 sierpnia 1861 roku w obserwatorium w Düsseldorfie przez Roberta Luthra. Nazwa planetoidy pochodzi od Niobe, córki Tantala w mitologii greckiej.